# Coochiemudlo Island
Coochiemudlo Island är en ö i Australien. Den ligger i kommunen Redland och delstaten Queensland, omkring 32 kilometer öster om delstatshuvudstaden Brisbane. Arean är 1,9 kvadratkilometer. Den sträcker sig 1,5 kilometer i nord-sydlig riktning, och 2,1 kilometer i öst-västlig riktning. Genomsnittlig årsnederbörd är 1 424 millimeter. Den regnigaste månaden är januari, med i genomsnitt 275 mm nederbörd, och den torraste är oktober, med 21 mm nederbörd.